# Bernardino Osio
Bernardino Osio (* 2. Mai 1934 in Mailand) ist ein italienischer Diplomat im Ruhestand.
Er ist der Enkel von Bernardino Nogara.

## Studium
Am 24. Februar 1958 schloss er sein Studium der Rechtswissenschaft an der Universität Mailand ab.

## Werdegang
Am 31. August 1960 trat er in den auswärtigen Dienst und wurde in der Abteilung 9 Gesandtschaften des Außenministeriums in Rom beschäftigt. Am 19. Juli 1962 wurde er zum Gesandtschaftssekretär dritter Klasse ernannt. Am 18. Februar 1963 wurde er zum Vizekonsul ernannt. Am 19. Juli 1963 wurde er zum Gesandtschaftssekretär zweiter Klasse ernannt und Vizekonsul in Lugano. Am 1. Oktober 1963 wurde er Vizekonsul in Basel. Am 31. Mai 1965 wurde er Gesandtschaftssekretär zweiter Klasse in Buenos Aires, wo er am 17. März 1967 zum Gesandtschaftssekretär erster Klasse ernannt wurde. Am 21. Dezember 1967 wurde er Gesandtschaftssekretär zweiter Klasse beim Heiligen Stuhl, wo er am 1. März 1968 zum Gesandtschaftssekretär erster Klasse und am 12. Dezember 1970 zum Gesandtschaftsrat ernannt wurde. Am 2. Januar 1973 wurde er der Protokollabteilung zugeteilt. Am 18. März 1975 wurde er Gesandtschaftsrat erster Klasse in Buenos Aires. Am 16. März 1978 wurde er Pressesprecher der Botschaft in Paris.
Vom 8. Juni 1981 bis 2. Juli 1984 war er Botschafter in Quito (Ecuador). In dieser Funktion wurde er am 28. Januar 1983 zum außerordentlichen Ministre plénipotentiaire ernannt. Vom 2. Juli 1984 bis 10. Juli 1986 wurde er in der Abteilung 12 im Außenministerium beschäftigt, wo er am 10. Juli 1986 zum Ministerialrat ernannt wurde. Vom  10. Juli 1986 bis 15. Juni 1994 war er in der Funktion des Botschafters in Lima, wo er am 13. Januar 1990 in den Rang des Botschafters befördert wurde, und am 16. Januar 1992 in den Rang des außerordentlichen Gesandten und Bevollmächtigten der 1. Klasse. Entsprechend einem zum 24. März 2000 erlassenen Gesetz wurde er als Ministre plénipotentiaire der Abteilung für Personalwesen unterstellt. Am 1. März 2001 wurde er in den Ruhestand versetzt.